# Two to Go
Two to Go es el vigésimo primer episodio de la sexta temporada de la serie de televisión estadounidense Buffy la cazavampiros. 
El episodio fue emitido como un especial de dos horas junto a Grave tanto en EUA como en UK así que al principio del episodio aparecen los créditos de Grave.
La aparición de Anthony Stewart Head es tomada como invitado especial así que se acredita al final del episodio como una manera de sorprender al espectador. Algo que ya repitió en Ángel con la primera aparición de Juliet Landau como Drusilla.

## Argumento
Poco después de contemplar cómo Willow (Alyson Hannigan) despellejó vivo a Warren, los chicos se comprometen a detener a la Willow Oscura antes de que mate a Jonathan y Andrew, a pesar de que no estuvieron involucrados en la muerte de Tara. Anya (Emma Caulfield) se materializa en la celda de estos y les cuenta lo ocurrido. Willow llega andando a la puerta de la central y Xander (Nicholas Brendon) aparece con una patrulla de policía. Willow usa sus poderes para controlar un camión y chocarlo contra la patrulla donde los villanos y sus mejores amigos intentan escapar. En el último momento, Willow se detiene y los chicos pueden escapar. Buffy (Sarah Michelle Gellar) llega a la cripta de Spike (James Marsters) para que el vampiro cuide de Dawn (Michelle Trachtenberg), pero estas solo encuentran a Clem (James C. Leary) viendo televisión. El demonio les explica que Spike se fue de la ciudad varios días antes.
Spike está en África y el demonio de la cueva (Steven W. Bailey) le dice que tiene que pasar una prueba para conseguir lo que quiere. Una vez que Buffy se ha ido, Clem comienza a preguntarle a Dawn cómo soporta que la protejan de manera exagerada. Dawn está de acuerdo y le sugiere a Clem que le haga un favor. Clem accede a llevar a Dawn a la guarida de Rack (Jeff Kober), está preocupado pero ella quiere encontrar a Willow. En la tienda de magia, los scoobies buscan un hechizo que pueda proteger a Jonathan y Andrew de Willow. Pero la bruja ha ido en busca de Rack, coloca su mano en el pecho de éste y le extrae toda su magia, matándolo. 
Sin saberlo, Dawn entra al refugio de Rack donde no tarda en toparse con el cadáver de este y con una Willow más sombría que antes. Dawn trata de reflexionar con Willow e intenta escapar, pero la bruja no la deja ir y amaneza con convertirla de nuevo en una bola de energía. Buffy aparece y trata de consolar a Willow pero esta las teletransporta a la tienda de magia. Anya recita escondida un hechizo para poder detenerla. Mientras, Willow inútilmente trata de atacar a Jonathan (Danny Strong) y Andrew (Tom Lenk) con magia. La bruja se hechiza para obtener fuerza sobrehumana, pero es detenida por Buffy que se enfrenta a ella en una violenta batalla. Xander aprovecha para salir de allí con Dawn, Andrew y Jonathan.
En la cueva, Spike tiene que enfrentarse a un hombre con sus puños en llamas a quien logra derrotar después de mucho esfuerzo, pasando así la primera prueba, solo para terminar enfrentándose a un nuevo rival. Andrew intenta escapar y le pone una espada a Xander en el cuello pero Jonathan lo amenaza explicándole que volverán a la cárcel cuando todo acabe. Willow descubre a Anya, la deja inconsciente y derrota a Buffy. Se encuentra a punto de matarlas y afirma no haber nadie en el mundo con poder suficiente para pararla, pero justo en ese momento una bola mágica colapsa contra su cuerpo, y Giles (Anthony Stewart Head) hace aparición parado en la entrada, dispuesto a castigarla.

## Personajes principales
- Sarah Michelle Gellar como Buffy Summers.
- Nicholas Brendon como Xander Harris.
- Alyson Hannigan como Willow Rosenberg
- Emma Caulfield como Anya Jenkins.
- Michelle Trachtenberg como Dawn Summers.
- James Marsters como Spike.

### Apariciones especiales
- Anthony Stewart Head como Rupert Giles.
- Danny Strong como Jonathan Levinson.
- Tom Lenk como Andrew Wells.

### Personajes secundarios
- Jeff Kober como Rack.
- James C. Leary como Clem.
- Steven W. Bailey como Demonio de la cueva.
- Jeff McCredie como Oficial.
- Damian Mooney como Policía de patrulla.
- Michael Younger como Conductor de camión.

## Producción